# Topaz
Topaz è un film del 1969 diretto da Alfred Hitchcock.

## Trama
Grande parata militare nella piazza Rossa di Mosca.
(voce narrante in apertura del film)
1962. Il vice-direttore del KGB Boris Kusenov, la moglie e la figlia Tamara varcano i cancelli dell'ambasciata russa della città di Copenaghen, dove si trovano in vacanza. 
Sono spiati e pedinati da agenti in borghese. Si intrufolano in mezzo ad un gruppo di turisti in visita ad un laboratorio di ceramiche tradizionali danesi. La giovane rompe volontariamente una statuetta: è il pretesto per ottenere di telefonare all'ambasciata americana e mettersi in contatto con Michael Nordstrom, un funzionario della CIA che ha predisposto un piano per la loro fuga.
Washington. I Kusenov sono alloggiati in una residenza fuori città. All'ambasciata francese, René D'Arcy convoca un suo consigliere, André Devereaux, da diversi anni negli Stati Uniti, perché scopra il luogo dove è nascosto Kusenov. La richiesta insospettisce Devereaux, che teme esista fra i francesi qualcuno che informa i russi. Contatta Nordstrom, suo amico, che lo conferma nei suoi sospetti: pare si tratti di una organizzazione chiamata “Topaz”.
Sua moglie Nicole si augura che l'imminente viaggio a New York lo distragga da quell'affare delicato e pericoloso: giungono infatti, da Parigi, la figlia Michèle e il marito François, inviato come osservatore alle Nazioni Unite dal suo giornale.
New York. La riunione familiare viene interrotta da Nordstrom. Kusenov ha rivelato l'esistenza di un patto commerciale-militare fra Cuba e Urss ma non ne conosce i dettagli. Tuttavia sa che Rico Parra, importante membro del governo cubano, è a New York per guidare la delegazione castrista all'ONU, e ha con sé una copia di tale patto. Gli americani potrebbero entrarne in possesso corrompendo Luis Uribe, il segretario di Parra. L'uomo, il cui figlio è stato ucciso alla Baia dei Porci, deve essere contattato da qualcuno che non sia un odiato americano. André è la persona giusta e non può rifiutare. André si appoggia ad un collaboratore, Philippe Dubois, di origine martinicana, che come copertura gestisce un negozio da fioraio. Costui si finge giornalista e si introduce nel "Theresa Hotel" di Harlem, dove ha sede l'ambasciata cubana. Avvicina Uribe che, dopo una debole esitazione, accetta la busta di denaro e si impegna a mostrare i documenti. Dubois scatta delle foto a Parra che saluta la folla, mentre Uribe preleva la cartella in cuoio rosso che contiene la copia del patto segreto. Parra si accorge della scomparsa della cartella, irrompe nell'ufficio dove Dubois sta fotografando i documenti. Uribe resta in trappola; Dubois prontamente fugge dalla finestra. Inseguito dagli spari, si confonde fra la folla, raggiunge Devereaux, gli consegna la macchina fotografica e riesce mettersi in salvo nel suo negozio. André a questo punto deve completare la missione, recandosi personalmente a Cuba per raccogliere le prove della presenza di missili russi a testata nucleare. Nicole è gelosa di Juanita de Cordoba, che André frequenta nei suoi viaggi nell'isola. Mentendo, lui la rassicura che quel rapporto è puramente professionale: lei dirige un'associazione anticastrista.
Cuba. André atterra a L'Avana e raggiunge Juanita. Vedova di un eroe della rivoluzione, vive in una casa sotto la protezione di Parra, che la stima e la ama ed è geloso dello straniero. La cuoca Dolores e il cameriere Thomas nascondono, in panini imbottiti al prosciutto, una macchina fotografica e un teleobiettivo per il finto picnic di Carlotta e Pablo Mendoza sulla collina sovrastante il porto militare,una posizione ideale da cui osservare i movimenti di tecnici e militari russi. Parra e Juanita presenziano sul palco alla parata presidenziale; André segue la cerimonia mescolato fra la folla ma è riconosciuto dall'uomo di fiducia di Parra. Mentre Carlotta e Pablo fotografano le postazioni militari sovietiche, il volo di gabbiani, reggenti nel becco le metà dei panini, quelli che incautamente i due hanno abbandonato sull'erba, insospettisce una guardia. La donna è ferita ed arrestata insieme al marito, ma la macchina con la pellicola impressionata, riposta nel tubo cavo di un gard-rail, è recuperata da un insospettabile contadino che viaggia con il suo mulo. Occultata nel ventre di un grasso pollastro, ricompare sul tavolo da cucina di Dolores. Il pollo sarà cucinato per la cena romantica di Juanita e André.
Purtroppo una visita non annunciata di Parra guasta la cena. André è stato riconosciuto come spia: per riguardo a Juanita, che altrimenti risulterebbe compromessa, Parra gli intima di andarsene da Cuba la mattina successiva. Il giorno dopo mentre Junita sta finendo di fare colazione e Andrè si sta preparando a partire arriva il cameriere di Juanita, Thomas che mostra ad Andrè come sono stati nascosti nel nastro e in un tasto della macchina da scrivere i dati sulle installazioni russe a Cuba, inoltre consegna ad Andrè una finta custodia per lamette che contiene i microfilm con registrate le installazioni russe.
Nella prigione, torturati e ridotti in fin di vita, i Mendoza rivelano l'identità del loro capo. Inevitabile è l'irruzione dei militari nella casa di Juanita, dove viene individuato il laboratorio fotografico nascosto dietro la parete della dispensa. Parra, raggelato dalla prova del doppio tradimento della donna che ama, conoscendo le torture che l'attendono in carcere, in un estremo atto di pietà, la uccide con la sua pistola. Sull'aereo che lo riporta negli USA, André è informato della morte di Juanita. Commosso sfoglia il taccuino che lei gli ha donato prima di partire, legge la dedica, accarezza le pagine. Le dita avvertono delle sporgenze: incollate sotto la copertina ci sono le pellicole. Sottraendole dal caricatore delle lamette, primo nascondiglio convenuto e individuato dalla polizia cubana nella perquisizione del laboratorio, Juanita gli ha salvato la vita.
Washington. La casa di André è vuota: Nicole se ne è andata a Parigi. Lo attende Nordstrom e una visita sgradevole, quella di René d'Arcy: a causa delle proteste del governo cubano, è richiamato in patria e sottoposto al giudizio di una Commissione d'Inchiesta. Prima che parta, Mike lo mette in contatto con Kusenov. Emergono nuovi dettagli sull'attività dell'organizzazione francese filosovietica "Topaz": è composta di alti funzionari della Nato; il loro capo è chiamato "Colombine", l'economista Henri Jarre è il referente dei russi.
Parigi. Aeroporto. André viene prelevato da Michèle e François. Michèle lo accompagna a un party offerto da Jacques Granville. Michèle vuole riconciliare i suoi genitori. Jacques racconta all'amico Claude Martin che un tempo era innamorato di Nicole, ma Nicole aveva scelto André.
Ristorante “Chez Pierre”. André invita a pranzo alcuni amici dei servizi segreti francesi, col motivo dichiarato di farsi dare consigli prima di affrontare il Direttore Generale e la Commissione d'Inchiesta, in realtà con la speranza di cogliere qualche indizio che lo aiuti a riconoscere chi è "Colombine". Sono presenti Jarre e Jacques Granville, partigiano insieme a lui durante la Resistenza. Jarre tenta un bluff, affermando che quel Kusenov è un impostore perché quello vero è morto da un anno.
Casa di Grandville. Preoccupato per le possibili conseguenze del suo errore, Jarre si reca a casa di Granville che, visibilmente indispettito, lo congeda in fretta: attende la visita di una signora. Jarre incrocia un taxi da cui scende Nicole.
Casa di Jarre. André ha in serbo un'altra mossa: incarica suo genero François di intervistare Jarre per il suo giornale, per carpirgli altre informazioni. Il giovane ottiene l'appuntamento ma dopo l'incontro non fa ritorno a casa.
Alla ricerca di François, André e Michèle raggiungono l'abitazione di Jarre. Davanti all'ingresso è ancora parcheggiata l'automobile di François. Salgono di corsa le rampe di scale. La porta dell'appartamento è socchiusa, lo studio è vuoto. Affacciandosi dalla finestra aperta, Michèle vede un cadavere sul tetto di un'automobile parcheggiata nel vicolo; è convinta che si tratti di suo marito. Ridiscendono di corsa la spirale di scale: il cadavere è quello di Jarre.
Sconvolti ritornano da Nicole.
Abitazione di Nicole. Inaspettatamente compare François, ferito di striscio ad un braccio. Racconta di essere stato stordito con un colpo alla testa da due uomini, gli stessi che hanno scaraventato Jarre dalla finestra, inscenando un suicidio. È riuscito fortunosamente a scappare ed è allora che l'hanno ferito. Li ha uditi pronunciare un indirizzo: Babylon 8583.
Non è necessario cercare sulla guida telefonica. Nicole conosce quell'indirizzo: "Colombine" è Jacques Granville, il suo amante.
Ambasciata francese. Al vertice Nato indetto nella capitale francese, Granville è presente, ma gli americani, informati da André della sua identità, pretendono che sia allontanato.

### Conclusione
Nell'abitazione fuorimano di Granville, sulla riva sinistra della Senna, la porta è serrata. Si ode uno sparo. André, sull'aereo che lo sta riportando in America, si ritrova con il taccuino di Juanita e rivede i volti delle vittime di questa guerra di spie: i Mendoza, Jarre, Juanita. Sulla prima pagina dell'Herald Tribune, abbandonato da un passante sulla panchina di un parco presso l'Arco di Trionfo, campeggia la notizia dell'accordo siglato fra Kennedy e Kruscev.

## Produzione

### Soggetto
L'Universal aveva acquistato i diritti del libro di spionaggio di Leon Uris, Topaz.
Nel presentare alla stampa il progetto del film, Hitchcock pronuncia queste parole:
(Alfred Hitchcock, Variety, 8 maggio 1968.)
Il romanzo si basa su un fatto realmente accaduto, l'Affaire Sapphire del 1962, quando durante la crisi con Cuba gli americani scoprirono che all'interno del Governo De Gaulle il rappresentante Nato francese, Georges Paques era in realtà una spia al servizio del KGB sin dal 1943.

### Sceneggiatura
In un primo tempo la sceneggiatura fu affidata allo stesso Leon Uris. Il regista tuttavia non la trovò adatta e, quando era già pronto per le riprese, chiamò in tutta fretta Samuel A. Taylor che aveva lavorato a La donna che visse due volte per pregarlo di fargliene una nuova. Egli accettò l'incarico ma, a causa delle scadenze, Hitchcock, contrariamente alle sue abitudini si trovò a girare in modo improvvisato.

### Cast
Hitchcock affida i ruoli dei personaggi ad attori non famosi: John Forsythe era l'unico che aveva già lavorato con lui ne La congiura degli innocenti del 1955. Alcuni, a causa dei tempi di lavoro ristretti, erano stati contattati a riprese iniziate: Claude Jade fu scritturata a Parigi e gli fu segnalata da François Truffaut con il quale aveva lavorato da poco; a Karin Dor fu assegnata la parte quando la troupe, che aveva già girato parecchie riprese, ritornò a Hollywood. Un caso particolare riguarda l'attore Aram Katcher, ingaggiato nella parte del capo della polizia cubana, che non era piaciuto e, senza che lui lo sapesse, fu sostituito da Roberto Contreras a cui Hitchcock fece rifare tutte le scene.

### Riprese
La lavorazione del film richiese spostamenti a Londra, a Parigi, a Copenaghen, a New York, al confine russo-finlandese, perché la maggior parte del film è girata nei luoghi reali della storia, ad eccezione di Cuba, dove si svolge la parte centrale del film.
In studio furono ricreati l'Hotel Theresa di Harlem, dove Fidel Castro aveva soggiornato nella sua ultima visita negli Stati Uniti e che era stato demolito, una villa di campagna in Virginia, una sala riunioni del governo francese, una strada di Cuba e l'aeroporto "La Guardia" di New York come era nel 1962. Clarence Brown prestò la sua casa per usarla come "hacienda" cubana.

### Costi
Fu il film più costoso di Hitchcock. (Spoto, p. 633) e i ricavi furono molto al di sotto delle spese sostenute. "Un vero disastro!" commentò Hitchcock che faceva parte della produzione.

## Il pensiero di Hitchcock sulla conclusione
(Alfred Hitchcock, Films Illustrated, anno II, n. 3, luglio 1972, pp. 22-24.)
Racconta Truffaut:
(François Truffaut, Il cinema secondo Hitchcock, p. 277.)

## Critica
Il film fu generalmente criticato negativamente dalla stampa specializzata. Fece eccezione la critica francese.
John Taylor:
(John Russell Taylor, Hitch, pp. 355-57.)
Natalino Bruzzone-Valerio Caprara mettono in evidenza i tratti profondi dell'opera:
(Natalino Bruzzone-Valerio Caprara, I film di Hitchcock, p. 255.)

## Temi hitchcockiani
- i fiori: come si forma il fiore di porcellana, l'abito viola di Juanita che come un fiore si apre a ventaglio quando lei cade morente.
- i giornali: le spie fingono di leggere il giornale, i fatti raccontati sono accompagnati frequentemente dai titoli di notizie che appaiono sui quotidiani
- le bandiere: contribuiscono ad identificare luoghi e nazionalità
- specchi e specchietti retrovisori
- strumenti ottici: macchine fotografiche, teleobiettivi
- il triangolo amoroso, amore e tradimento, l'amore non corrisposto
- i dialoghi muti: Devereaux e Dubois, Dubois e Uribe
- le scale: le rampe della casa di Jarre
- il ruolo degli oggetti: il taccuino, il porta lamette da barba, la macchina da scrivere
- gli uccelli: i gabbiani che trasportano le fette di pane
- il cibo: panini, pollo arrosto, paté.

## Cameo
Come in tutti i suoi film, anche in questo Hitchcock fa una fuggevole comparsa, alzandosi improvvisamente in piedi da una carrozzina per invalidi, all'aeroporto.

## Riconoscimenti
- 1969 - National Board of Review Award
  - Miglior regista
  - Miglior attore non protagonista (Philippe Noiret)